# شهرستان دیه‌چین
ناحیهٔ دیتشین (به لاتین: Děčín District) یک ناحیه در جمهوری چک است که در منطقه اوستی ناد لابم واقع شده‌است. ناحیهٔ دیتشین ۹۰۸٫۵۸ کیلومتر مربع مساحت و ۱۳۶٬۶۲۱ نفر جمعیت دارد.